# Будущий фильм Стивена Спилберга
Работа над новым фильмом Стивена Спилберга началась в 2024 году. Автором сценария стал Дэвид Кепп. Главную роль в картине играет Эмили Блант.
Премьера фильма запланирована на 12 июня 2026 года. Кинопрокатом фильма займётся Universal Pictures.

## Сюжет
Подробности сюжета держатся в секрете, но известно, что это будет фантастический фильм о искусственном интеллекте космического корабля , потерпевшего крушение на  Земле. Неземную гостью озвучивает Эмили Блант.

## В ролях
- Эмили Блант
- Джош О’Коннор
- Колин Фёрт
- Ив Хьюсон
- Колман Доминго
- Уайатт Рассел

## Производство
В мае 2024 года стало известно, что Стивен Спилберг станет режиссёром фильма без названия, Дэвид Кепп напишет сценарий. В интервью Спилберг рассказал, что это будет оригинальный фильм, а не сиквел или спин-офф. Кинопрокатом займётся кинокомпания Universal Pictures. В июне Эмили Блант вела переговоры об участии в фильме в главной роли. В июле 2024 года Джош О’Коннор присоединился к актёрскому составу фильма. В сентябре Ив Хьюсон присоединилась к актёрскому составу фильма. 7 марта 2025 года стало известно, что художником по костюмам станет Пол Тэйзуэлл. Это его второе сотрудничество со Спилбергом после «Вестсайдской истории» (2021).
Основные съёмки начались 26 февраля 2025 года и продлятся до лета в Нью-Джерси, Атланте, Нью-Йорке и Хантингтоне. 16 января 2025 года был объявлен кастинг для актёров второго плана с Лонг-Айленда, на роли «фанатов рестлинга» для сцены, которая будет сниматься 4 марта 2025 года.
Премьера фильма запланирована на 12 июня 2026 года. Первоначально премьера была запланирована на 15 мая 2026 года.